# Prosper Mérimée
Pour les articles homonymes, voir Mérimée (homonymie).
Prosper Mérimée, né le 28 septembre 1803 à Paris et mort le 23 septembre 1870 à Cannes, est un écrivain, historien et archéologue français.
Issu d'un milieu bourgeois et artiste, Prosper Mérimée fait des études de droit avant de s'intéresser à la littérature et de publier dès 1825 des textes, en particulier des nouvelles, qui le font connaître et lui valent d'être élu à l'Académie française en 1844.
En 1831, il entre dans les bureaux ministériels et devient en 1834 inspecteur général des monuments historiques. Il effectue alors de nombreux voyages d'inspection à travers la France et confie à l'architecte Eugène Viollet-le-Duc la restauration d'édifices en péril comme la basilique de Vézelay en 1840, la cathédrale Notre-Dame de Paris en 1843 ou la Cité de Carcassonne, à partir de 1853. Proche de l'impératrice Eugénie, il est nommé sénateur en 1853 et anime les salons de la cour, par exemple avec sa fameuse dictée en 1857. Il publie alors moins de textes littéraires, pour se consacrer à des travaux d'historien et d'archéologue et initiant, à partir de 1842, un classement des monuments historiques auquel rend hommage la base Mérimée créée en 1978.
L’œuvre littéraire de Prosper Mérimée relève d'« une esthétique du peu », son écriture se caractérisant par la rapidité et l'absence de développements, qui créent une narration efficace et un réalisme fonctionnel adaptés au genre de la nouvelle. Mais ce style a parfois disqualifié les œuvres de Mérimée, auxquelles on a reproché leur manque de relief — « Le paysage était plat comme Mérimée », écrit Victor Hugo. Si le Théâtre de Clara Gazul n'a pas marqué l'époque, il n'en va pas de même pour ses nouvelles qui jouent sur l'exotisme (la Corse dans Mateo Falcone et Colomba ou l'Andalousie dans Carmen, popularisée en 1875 par l'opéra de Georges Bizet), sur le fantastique (Vision de Charles XI, La Vénus d'Ille, Lokis) ou sur la reconstitution historique (L'Enlèvement de la redoute, Tamango). L'Histoire est d'ailleurs au centre de son unique roman : Chronique du règne de Charles IX (1829).

## Biographie

### Naissance et famille

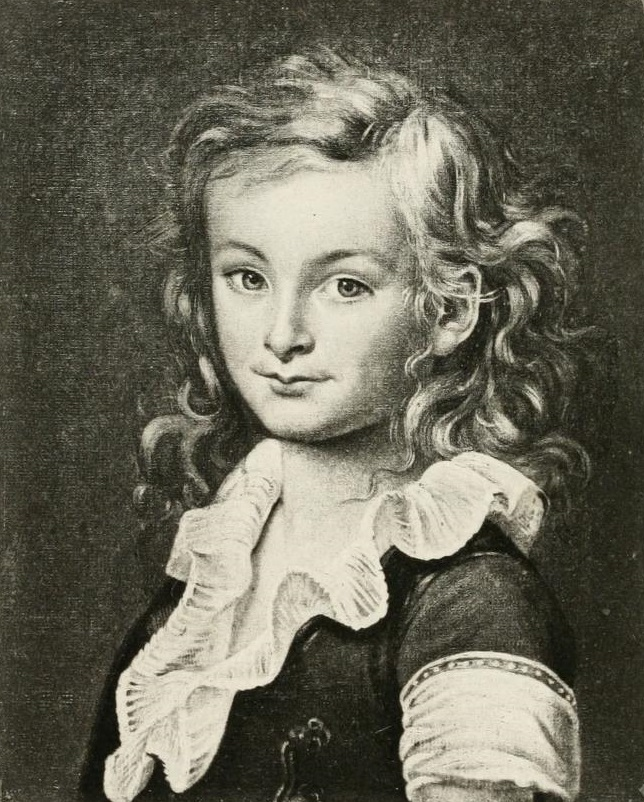
Prosper Mérimée enfant.

Prosper Mérimée naît le 28 septembre 1803 à Paris dans une famille bourgeoise. Son acte de naissance dans l'état civil de Paris indique qu'il est né le 5 vendémiaire an XII, vers 22 heures au 7 carré Sainte-Geneviève, division du Panthéon, dans l'ancien 12e arrondissement. Sa maison natale sera démolie quelques années plus tard lors du percement de la rue Clovis et des travaux autour du Panthéon.
Son père, Jean François Léonor Mérimée (1757-1836), est originaire de Normandie : né le 16 septembre 1757 à Broglie et baptisé le 18 septembre 1757 dans l'église de cette ville nommée alors Chambrais, il devient ensuite professeur de dessin à l'École polytechnique, et est plus tard secrétaire perpétuel de l'École des Beaux-Arts. Sa mère, Anne Louise Moreau (1774 Avallon-1852), est la fille de Nicolas Louis Joseph Moreau (Vezaponin, 1733 - Saint-Denis, 1781), chirurgien major de la généralité de Paris à son décès, et d'Elisabeth Grimard. Elle est portraitiste, et enseigne aussi le dessin.
La sœur de son père, Augustine Mérimée, est la mère de Louis-Jacques Fresnel (Broglie, 1786 - Jaca, 1809), lieutenant d'artillerie ; Augustin Fresnel, physicien ; Léonor François Fresnel (Mathieu, 1790 - Paris, 1869), ingénieur en chef des ponts et chaussées ; et Fulgence Fresnel (Mathieu, 1795 - Bagdad, 1855), orientaliste.
Du côté de sa mère, Prosper Mérimée est sans doute l'arrière-petit-fils de Jeanne-Marie Leprince de Beaumont (1711-1776).
Les parents de Prosper, qui se sont mariés à (Paris 12e) le 22 juin 1802, ont un solide bagage intellectuel et artistique datant du XVIIIe siècle, mais ne s'engagent guère dans les courants culturels naissants (romantisme). De l'éducation parentale, Mérimée retient l'horreur de l'emphase.

### Études
Mérimée fait des études de droit, apprend le piano et étudie la philosophie et aussi de nombreuses langues : l'arabe, le russe, le grec et l'anglais. Il est l’un des premiers traducteurs de la langue russe en français,. 
Il a obtenu son certificat musical de fin d'études à Rome, où il remporte le premier prix international européen de piano, puis le troisième prix de chant, chorale et direction de chœur à Paris.
Ses études au lycée Napoléon le mettent en contact avec les fils de l'élite parisienne ; parmi eux, Adrien de Jussieu, Charles Lenormant et Jean-Jacques Ampère, avec qui il traduit Ossian. En 1819, il s'inscrit à la faculté de droit, marchant ainsi dans les pas de son grand-père, François Mérimée, éminent avocat du Parlement de Rouen et intendant du maréchal de Broglie. Il obtient sa licence en 1823. La même année, il est exempté du service militaire, pour faiblesse de constitution. Néanmoins, il sera incorporé en 1830 à la Garde nationale.
Dans les années 1820, il fréquente le salon littéraire d'Étienne-Jean Delécluze, oncle maternel d'Eugène Viollet-le-Duc. Ce dernier reçoit, en effet, le dimanche à quatorze heures dans le « grenier » de son domicile au 1 rue Chabanais (aujourd'hui dans le 2e arrondissement de Paris), des artistes, des peintres et des architectes tels que : Ludovic Vitet, Sainte-Beuve, Stendhal, Paul-Louis Courier, etc. qui y conçoivent un « romantisme réaliste » qui cherche un compromis avec le classicisme, et s’oppose à l’emphase hugolienne.
Mérimée, comme Stendhal, y testent alors leurs premières œuvres.

### Inspecteur général des Monuments historiques (1834-1860)

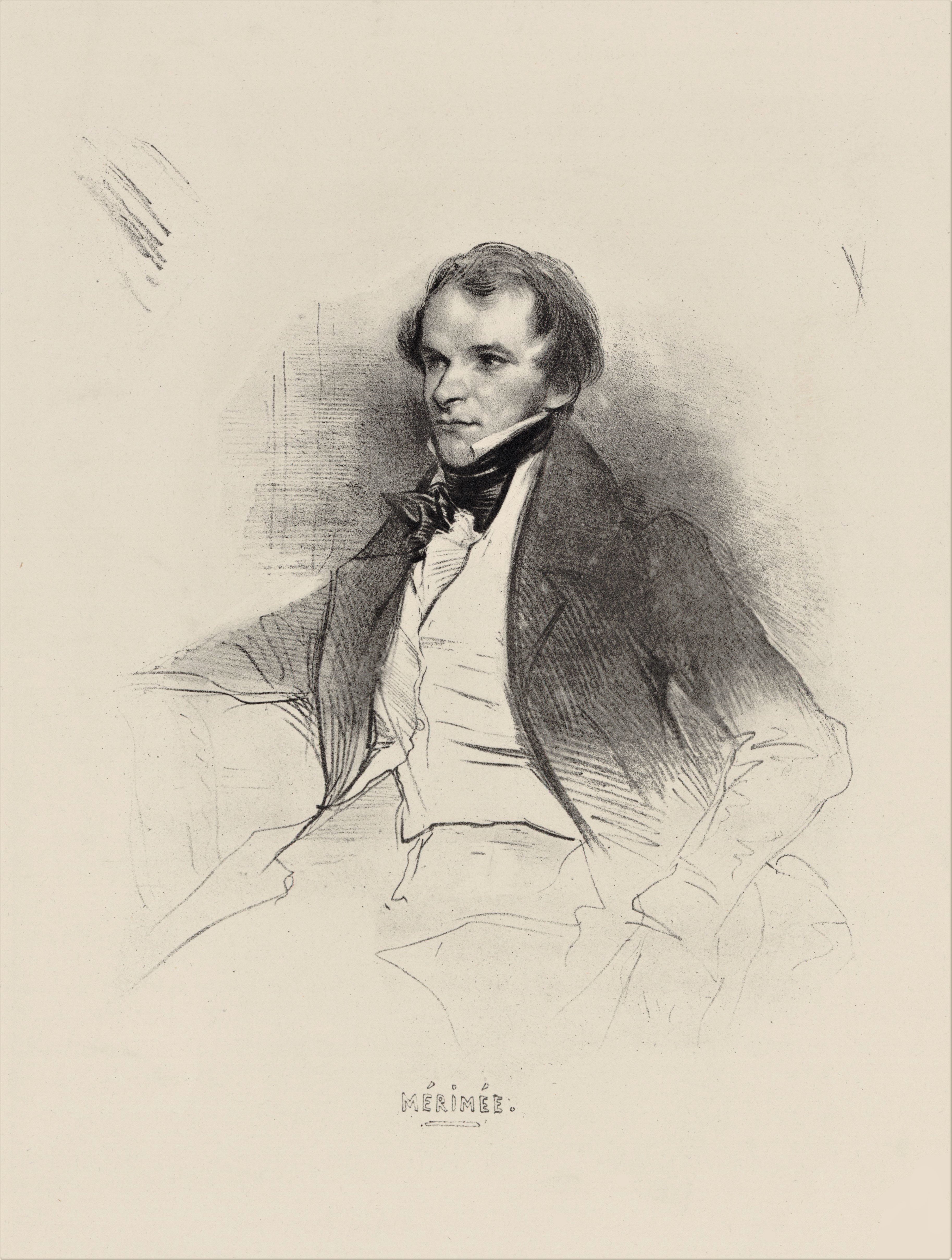
Prosper Mérimée.

Après avoir fait ses études de politique, il se tourne vers la littérature. Il entre pourtant dans l’administration, puis il devient, après 1830, secrétaire du cabinet du comte d’Argout. Il passe rapidement par les bureaux des ministères du Commerce et de la Marine et il succède enfin à Ludovic Vitet en 1834 aux fonctions d'inspecteur général des Monuments historiques, où son père occupait la fonction de secrétaire. Cela lui permettra de poursuivre en toute liberté les travaux littéraires, auxquels il devait sa précoce réputation.

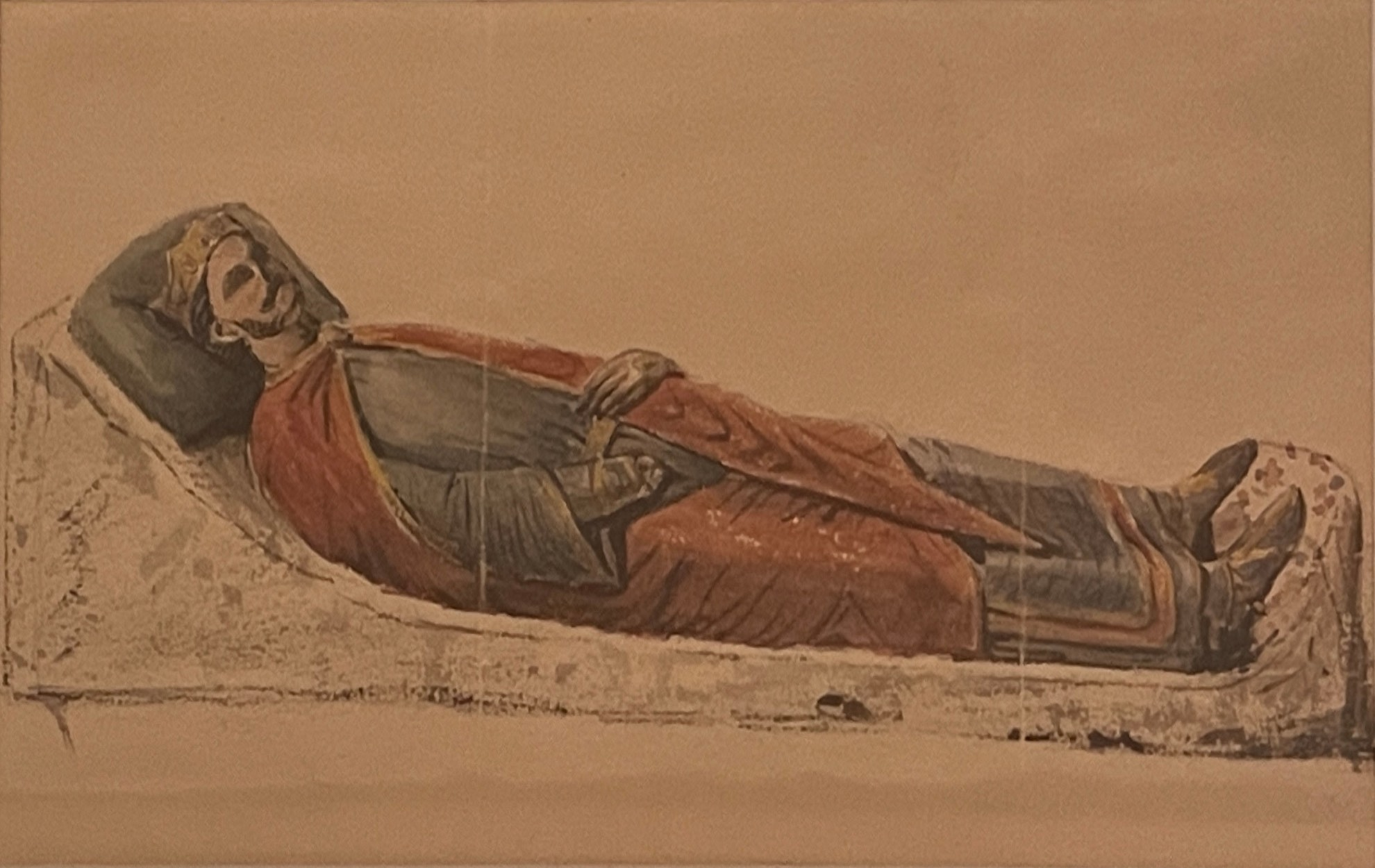
Prosper Mérimée, Fontevraud. Relevé du gisant de Richard Cœur de Lion, 1834.

C’est à ce moment qu’il demanda à l'architecte Eugène Viollet-le-Duc, d’effectuer une de ses premières restaurations d’édifice en France. Ce poste lui donna en outre l’occasion de faire des voyages d'inspection dans le Midi, l’Ouest, le Centre de la France et en Corse, voyages dont il publia les relations (1836-1841). Son action permet le classement, le 26 février 1850, de la crypte Saint-Laurent de Grenoble comme monument historique. À cette époque, il correspond avec nombre d'« antiquaires » ou érudits locaux, comme M. de Chergé, président de la Société des antiquaires de l'Ouest à Poitiers, ville dont il sauva nombre de vestiges, en particulier le baptistère Saint-Jean menacé en 1850 de démolition.
La même année, il découvre, dans la cathédrale du Puy-en Velay, la peinture murale des « arts libéraux » sous un épais badigeon, œuvre majeure de l'art français de la fin du Moyen Âge, dans ce qui est un acte fondateur de l’archéologie du bâti. Dans le département des Deux-Sèvres, il confie à l'architecte niortais Pierre-Théophile Segretain (1798-1864) la restauration de plusieurs églises ; lors de ses tournées d'inspecteur des monuments historiques dans la région, il s'arrêtait parfois dans la maison de celui-ci, au-dessus de la place de La Brèche (détruite), où, bon dessinateur, il se délassait à « crayonner » les chats de la famille. Il donne d'ailleurs des dessins, afin d'illustrer Les Chats (1869), ouvrage de son ami l'historien d'art et collectionneur Champfleury.
Prosper Mérimée quitte son poste d'inspecteur général en 1860, tout en demeurant membre de la Commission des monuments historiques. C'est l'architecte Émile Boeswillwald qui lui succède.

### Académicien
En 1844, il est élu membre de l’Académie des inscriptions et belles-lettres et, la même année, à l’Académie française en remplacement de Charles Nodier.
Ayant pris fait et cause pour son ami le comte Libri, Mérimée est condamné à quinze jours de prison et à mille francs d’amende. Il est écroué le 4 juillet 1852 à la Conciergerie,. Il parlera à son ami Antonio Panizzi de cette mésaventure et du retentissement qu'elle a provoqué.
En 1856 parait une correspondance dans laquelle il parle de sa mésaventure avec Libri et d'autres choses.

### Relations avec la comtesse de Montijo et l'impératrice Eugénie

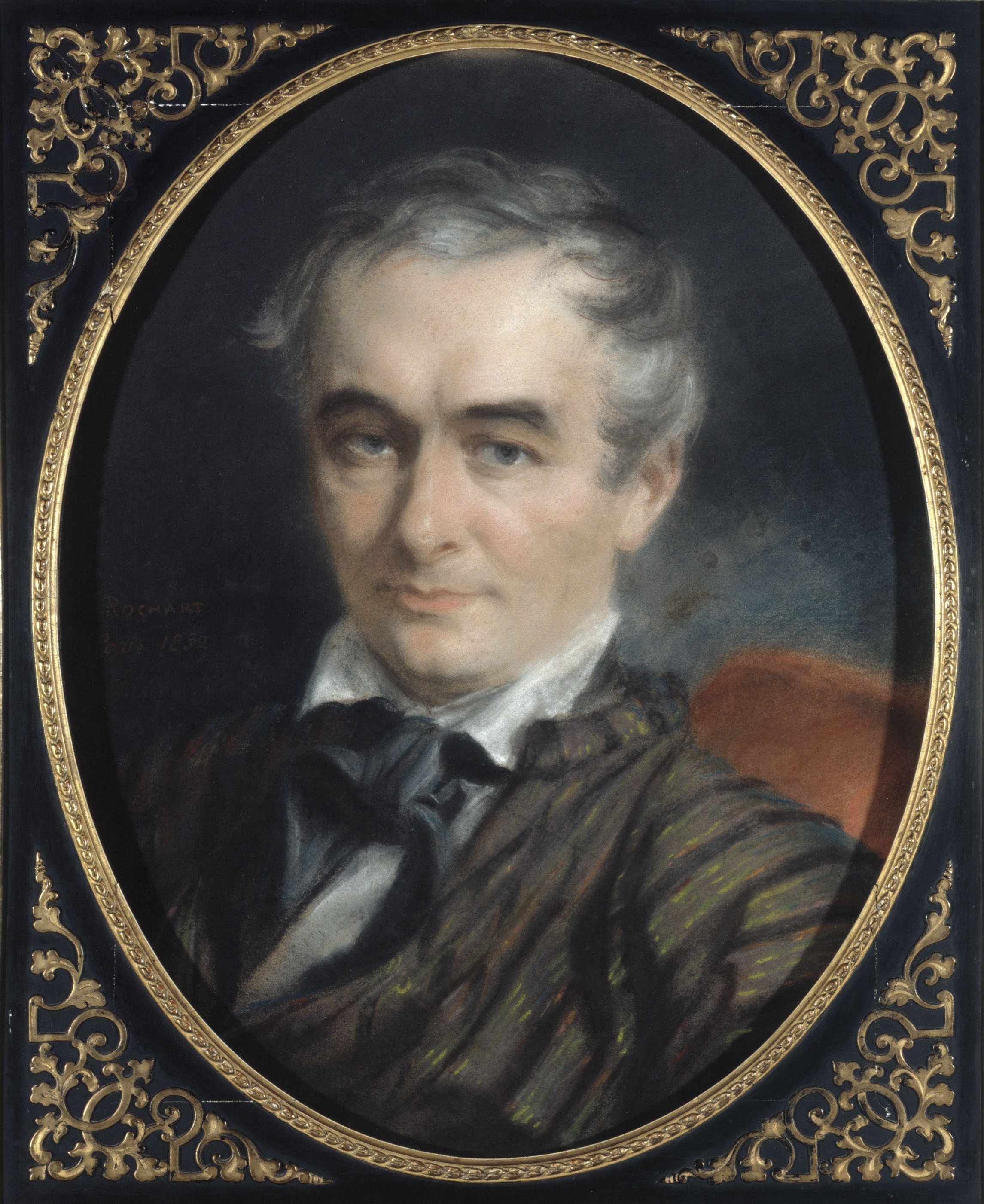
Prosper Mérimée portraituré par Simon Jacques Rochard, Paris, musée Carnavalet, 1852.

Mérimée rencontre María Manuela Kirkpatrick (1794-1879), comtesse de Montijo et mère de la future impératrice Eugénie (1826-1920), en Espagne en 1830 et ils établissent des liens d'amitié. C'est elle qui lui donne l'idée de Carmen en lui rapportant un fait divers survenu récemment en Andalousie. Elle lui fournit aussi la documentation nécessaire à l'écriture de Don Pèdre Ier,. Il entretient avec elle une correspondance importante, jusqu'à la fin de sa vie.
Attaché à l'éducation des filles de la comtesse[pas clair], Maria Francisca (1825-1860) et Eugenia, il envoie à cette dernière le 25 mai 1850 un croquis « d'après un portrait de femme par Vélasquez de 55 sur 40 cm, acheté pour huit francs, qui paraît avoir été coupé d'une toile plus grande, et reconnu pour un original par tous les connaisseurs à qui je l'ai montré ».
Quand la jeune femme devient en 1853 l'épouse de Napoléon III, devenu par un coup d'État empereur des Français, Mérimée est nommé l'année même sénateur du Second Empire, puis est élevé successivement aux dignités de commandeur et de grand officier de la Légion d'honneur.
C'est pour distraire la cour impériale qu'il met au point en 1857 sa célèbre dictée.

### Auteur

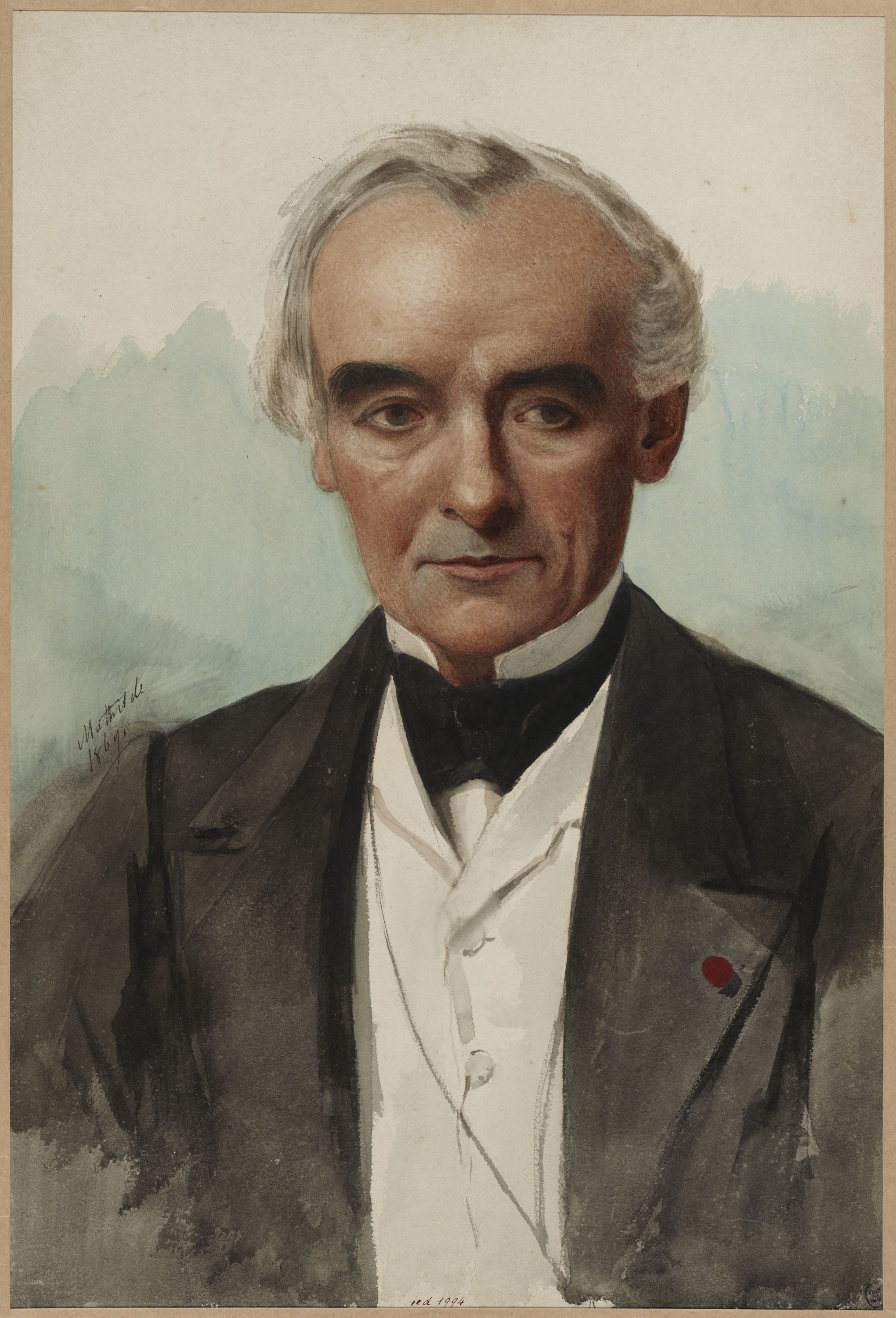
Prosper Mérimée portraituré par Mathilde Bonaparte, Paris, musée Carnavalet, 1869.

Les honneurs lui vinrent au milieu de l’existence littéraire d’un homme ayant fait, pendant quarante ans de l’archéologie, de l’histoire et surtout des romans. Mérimée aime le mysticisme, l’histoire et l’inhabituel. Il a été influencé par la fiction historique popularisée par Walter Scott et par la cruauté et les drames psychologiques d’Alexandre Pouchkine. Les histoires qu’il raconte sont souvent pleines de mystères et ont lieu à l’étranger, l’Espagne et la Russie étant des sources d’inspiration fréquentes. Une de ses nouvelles a inspiré l’opéra Carmen.
Cultivant à la fois le monde et l’étude, Prosper Mérimée, qui travaillait, à ses heures et suivant ses goûts, de courts écrits, bien accueillis dans les revues avant de paraître en volumes, avait conquis la célébrité, dès ses débuts, avec deux ouvrages apocryphes, attribués à des auteurs imaginaires : le Théâtre de Clara Gazul, comédienne espagnole (1825) de Joseph Lestrange, et la Guzla, recueil de prétendus chants illyriens d’Hyacinthe Maglanovitch (1827).
La première de ces publications, l’une des plus complètes mystifications littéraires, précipita la révolution romantique en France, en stimulant les esprits par l’exemple de productions romantiques étrangères. Toutefois, les pièces de Clara Gazul ne paraissaient pas faites pour la scène et, lorsque plus tard Mérimée fut en position d’y faire accepter l’une d’elles, le Carrosse du Saint-Sacrement, elle n’eut pas de succès (1850).
Mérimée publia aussi sous le voile de l’anonyme : la Jacquerie, scènes féodales, suivie de la Famille Carvajal (1828), et la Chronique du règne de Charles IX (1829) ; puis il signa de son nom les nouvelles, petits romans, épisodes historiques, notices archéologiques ou études littéraires, d'abord dans la Revue de Paris puis dans la Revue des deux Mondes, et qui formèrent ensuite un certain nombre de volumes, sous leurs titres particuliers ou sous un titre collectif, parmi lesquelles se trouvent : Tamango, la Prise de la Redoute, la Vénus d'Ille, les Âmes du purgatoire, la Vision de Charles XI, la Perle de Tolède, la Partie de trictrac, le Vase étrusque, la Double méprise, Arsène Guillot, Mateo Falcone, Colomba (1830-1840) ; puis à un plus long intervalle : Carmen, (1847, in-8o) ; Épisode de l’histoire de Russie, les Faux Démétrius (1852, in-18) ; les Deux héritages, suivis de l’Inspecteur général et des Débuts d’un aventurier (1853, in-8o).
Mérimée publia aussi ses Voyages ou Rapports d’inspection archéologique, réimprimés en volumes : Essai sur la guerre sociale (1841, in-8o, avec pl.) ; Histoire de don Pédre Ier, roi de Castille (1843, in-8o) ; un volume de Mélanges historiques et littéraires (1855, in-18), contenant douze études diverses, puis des Notices, Préfaces et Introductions, entre autres ; Notice sur la vie et les ouvrages de Michel Cervantes (1828) et Introduction aux contes et poèmes de Marino Vreto (1855), etc. ; enfin, sans compter un certain nombre d’articles de revue non réimprimés, le recueil posthume de Lettres à une Inconnue (1873, 2 vol. in-8o), qui excita une grande curiosité et qui fut suivie de Lettres à une Nouvelle inconnue (1875).

### Vie privée
Sur sa vie sentimentale, on a peu d'informations : il aurait eu de brèves liaisons avec quelques femmes dont George Sand.
En 1836, il présente les Montijo à la famille de Gabriel Delessert, nouveau préfet de police de la monarchie de Juillet, dont l'épouse, Valentine Delessert née Laborde, est sa maîtresse depuis le 16 février 1836. Paca et Eugénie jouent avec sa fille Cécile. Il raconte sa longue liaison à la comtesse de Montijo dans leur correspondance. Pour Claude Schopp, ce « célibataire endurci - qui accusera plus tard sa longue liaison avec Valentine d'avoir empêché toute tentative d'établissement - avait trouvé dans les Montijo une famille idéale : l'absence du père lui permettait de jouer un rôle que sa peur panique des engagements lui interdisait de remplir dans la vie réelle. Mérimée assouvissait son mal d'enfant, qu'après le départ de Paca et d'Eugénie il reportera sur les enfants de sa maîtresse, Cécile et surtout Édouard Delessert, ou sur des amis plus jeunes comme Viollet-le-Duc. »
Par ailleurs, sa correspondance avec une inconnue fait mention d'une longue amitié avec une femme, Jeanne-Françoise Dacquin.
« Peut-être ferez-vous l’acquisition d’un véritable ami, et moi peut-être trouverai-je en vous ce que je cherche depuis longtemps : une femme dont je ne sois pas amoureux et en qui je puisse avoir de la confiance. Nous gagnerons probablement tous deux à notre connaissance plus approfondie. »
Le romancier et critique d'art Louis Edmond Duranty, disciple de Champfleury et qui fut portraituré par Degas, passa longtemps pour son fils naturel.

### Mort et funérailles

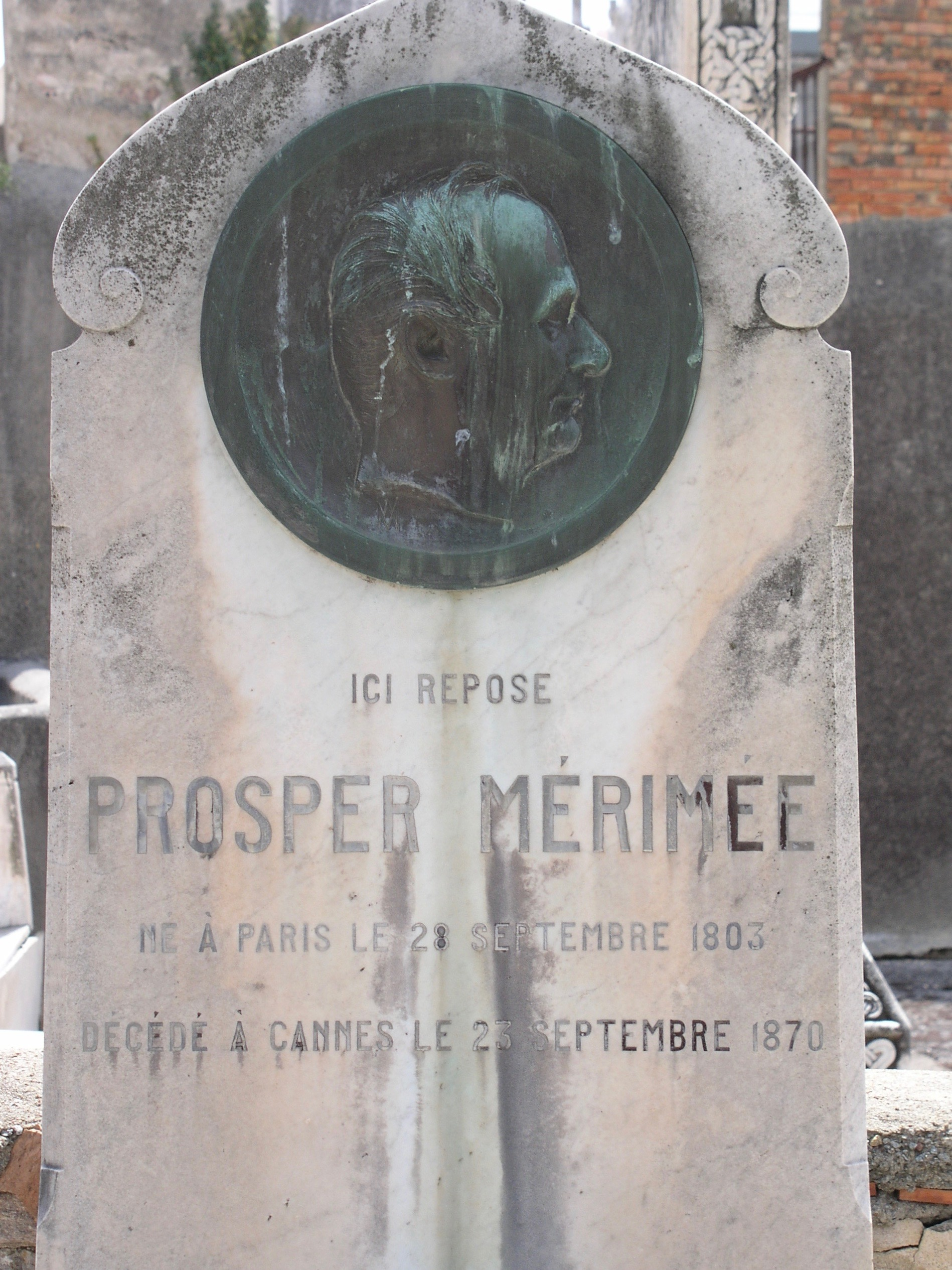
Tombe de Mérimée au cimetière du Grand Jas de Cannes.

Mérimée, souffrant d'asthme, fait de nombreuses cures, notamment à Cannes. En 1869, la nouvelle de sa mort se répand à Paris, puis est démentie par Le Figaro.
Il meurt l'année suivante, le 23 septembre 1870, vers 23 heures,,, trois semaines après la chute de Napoléon III (4 septembre). Il est inhumé à Cannes au cimetière du Grand Jas.
Son tombeau a été inscrit au titre des Monuments Historiques le 7 juin 2019.

### Incendie de la maison de Mérimée à Paris durant la Commune
Au cours de la Commune de Paris (mars-mai 1871), un incendie détruit sa maison du 52 rue de Lille.
Cela entraîne la destruction de ses livres et de ses papiers, ainsi que de quelques tableaux, dont celui présenté par son père au Salon de 1791, L'Innocence nourrissant un serpent, qui est cependant connu grâce à une gravure de Charles-Clément Bervic.

## Galerie

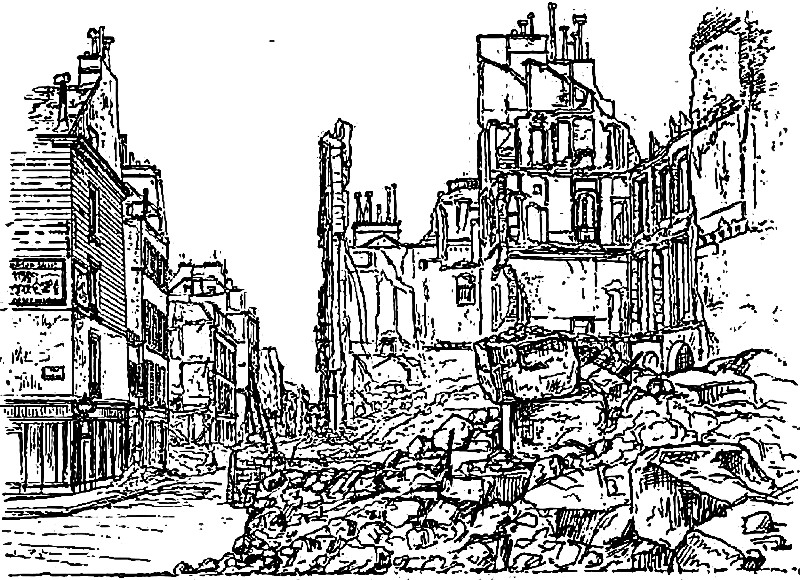
Maison de Mérimée à Paris détruite par un incendie.
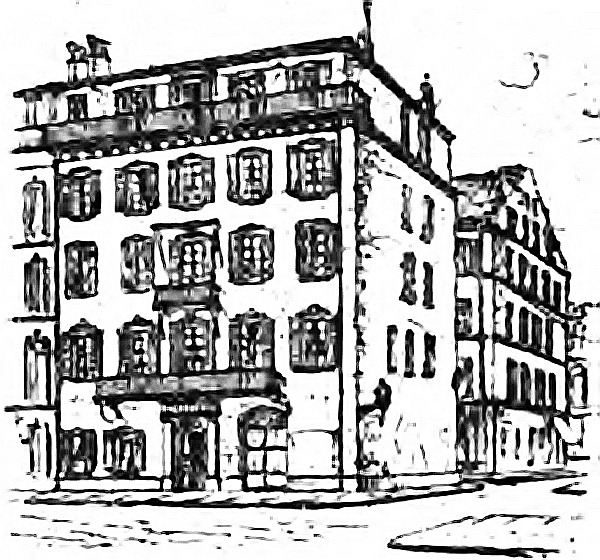
Maison à Cannes où mourut Mérimée.
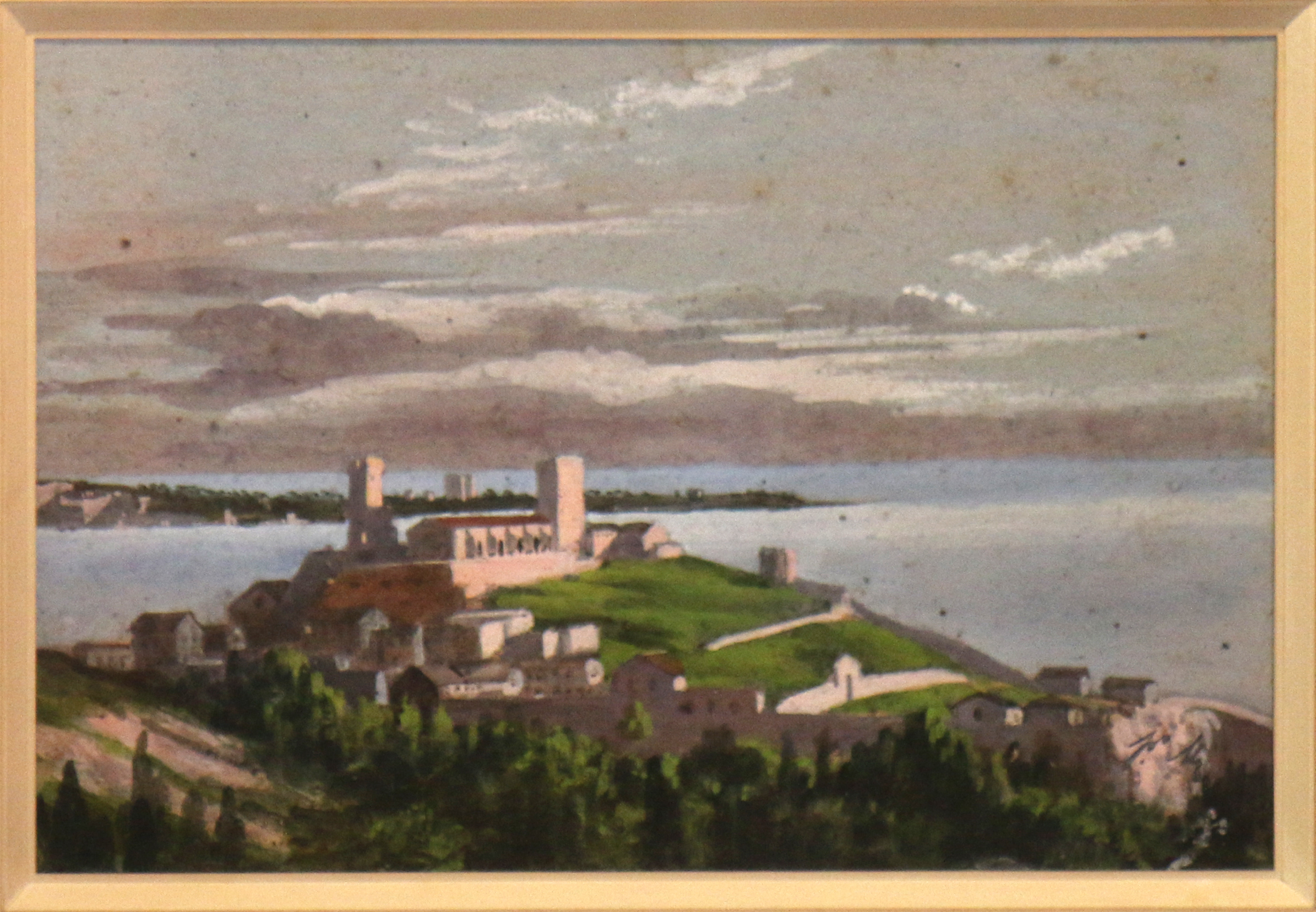
Cannes le Suquet, gouache de Mérimée, Musée d'Art de Grasse. Don de François Carnot
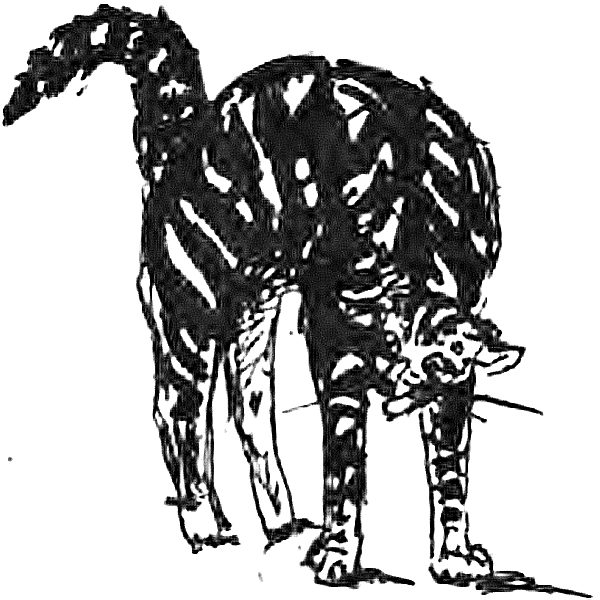
Un des nombreux chats dessinés par Mérimée.
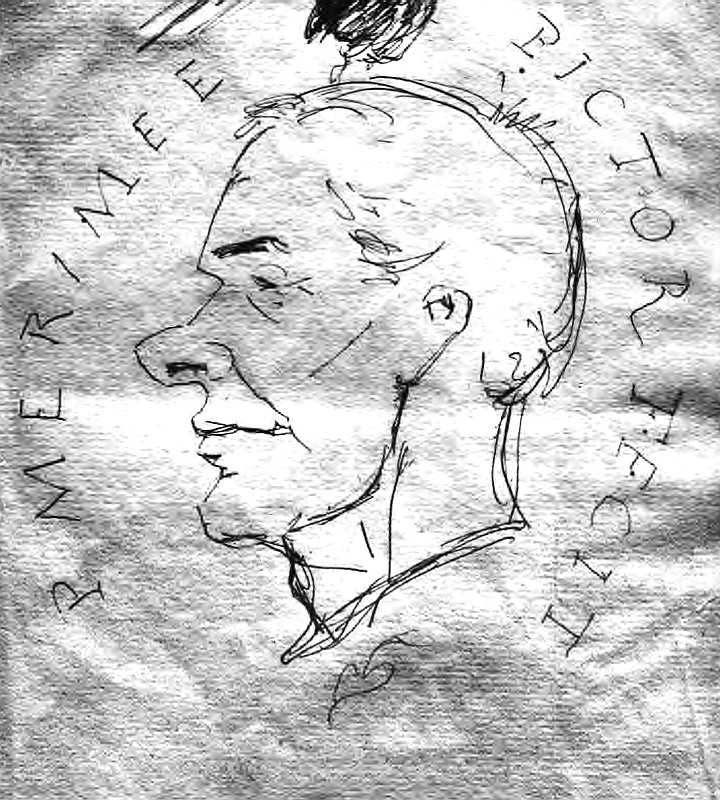
Un dessin autoportrait.

## La «base Mérimée»
À partir de 1834, Prosper Mérimée commence à faire recenser sur l’ensemble du territoire français les ensembles architecturaux remarquables, annonçant avec un siècle d'avance « l'Inventaire général des monuments et richesses artistiques de la France», lancé plus tard par André Malraux.
C'est pourquoi, le ministère de la Culture et de la Communication a créé en 1978 la base Mérimée, qui recense l’ensemble des monuments historiques et, au-delà, le « patrimoine architectural remarquable ».

## La critique

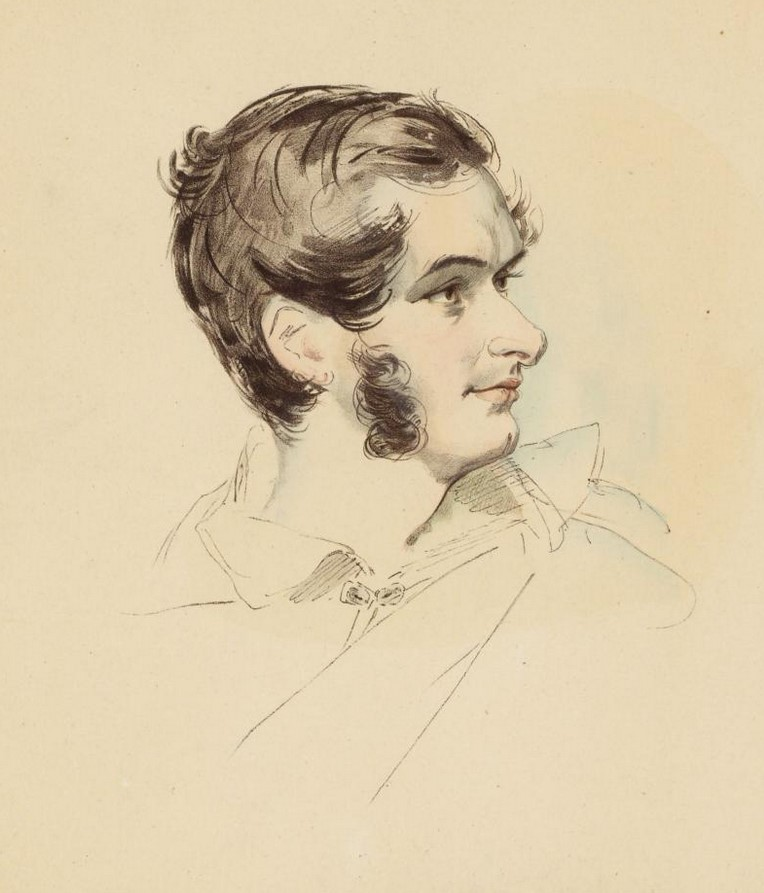
Portrait de Prosper Mérimée par Simon Jacques Rochard, Paris, musée Carnavalet.

- Stendhal lui écrit : « Je crois que vous seriez plus grand, mais un peu moins connu, si vous n’aviez pas publié la Jacquerie et la Guzla, fort inférieures à Clara Gazul. Mais comment diable auriez-vous deviné tout cela ? Quant à la gloire, un ouvrage est un billet à la loterie. L’Africa est oubliée et c’est par des sonnets que Pétrarque est immortel. Écrivons donc beaucoup. » (Lettre à Mérimée du 23 décembre 1826[29]). À noter toutefois qu'à une amie, qui prétend écrire un roman et à laquelle il reproche l'enflure de son style, Stendhal conseille : « Racontez-moi cela comme si vous m’écriviez. Lisez la Marianne de Marivaux et Quinze cent soixante-douze de M. Mérimée comme on prend une médecine noire, pour vous guérir du phébus de province. » (Lettre à Mme Jules Gaulthier du 4 mai 1835[29]) Enfin, Stendhal avoue dans ses Souvenirs d'égotisme qu'il estime beaucoup Mérimée.
- Le critique Charles Du Bos juge inimitable son naturel dans la « transcription des propos tout à fait quelconques qui s’échappent au cours d’une conversation, une sorte de banalité de bon aloi. »
- Citation de Victor Hugo : « Pas un coteau, des prés maigres, peu de gazon ; / Et j’ai pour tout plaisir de voir à l’horizon / Un groupe de toits bas d’où sort une fumée, / Le paysage étant plat comme Mérimée. » Toute la lyre, recueil de poèmes de Victor Hugo[30].
- L'écrivain Paul Léautaud rapporte ce commentaire de Rémy de Gourmont : « Je lui parle de ce ton que je trouve à Mérimée. Tout ce qu’il trouve à me répondre, c’est que Mérimée n’écrit pas toujours aussi bien que cela, qu’il est souvent négligé, ton de conversation, etc. Justement, ai-je envie de lui dire. C’est là pour moi le ton de la conversation. Un livre qui ressemble à une causerie, grande chance qu’il soit un chef-d’œuvre. » (Journal littéraire, 29 décembre 1906[31])

## Postérité
- Carmen, le célèbre opéra de Georges Bizet, est inspiré du roman de Mérimée.
- Venus, op. 32, opéra en trois actes Armin Rüeger, inspiré par la nouvelle La Vénus d'Ille de Mérimée (première représentation : 10 mai 1922, Stadttheater Zürich : « Théâtre municipal de Zurich »).
- Jean Renoir s'est librement inspiré de la pièce Le Carrosse du Saint-Sacrement pour son film Le Carrosse d'or.
- Gérard Savoisien, dans sa pièce intitulée Prosper et George, imagine ce qu'a été la relation amoureuse entre Prosper Mérimée et George Sand.
- Colomba a été adaptée pour la télévision française en 2005 par Laurent Jaoui. Le compositeur français Jean-Claude Petit en a tiré un opéra, sur un livret de Benito Pelegrin, dont la première fut donnée en mars 2014 à l'opéra de Marseille.
- Depuis 1894, il existe une rue Mérimée à Paris. Il existe aussi un parking Prosper-Mérimée dans le centre-ville de Tours.

## Liste des œuvres de Prosper Mérimée
Roman
- Chronique du règne de Charles IX (1829)

Poèmes en prose
- La Guzla (1827)
  - Le Fusil enchanté
  - Le Ban de Croatie
  - Le Heydouque mourant

Nouvelles
- La Bataille (1824)
- Mateo Falcone (1829)
- Vision de Charles XI (1829)
- L'Enlèvement de la redoute (1829)
- Tamango (1829)
- La Perle de Tolède (1829)
- Federigo (1829)
- Histoire de Rondino (1830)
- Le Vase étrusque (1830)
- La Partie de trictrac (1830)
- Mosaïque (1833), recueil de nouvelles et des ballades des années 1825-1830
- La Double Méprise (1833)
- Les Âmes du purgatoire (1834)
- La Vénus d'Ille (1837)
- Colomba (1840)
- Arsène Guillot (1844)
- L'Abbé Aubain (1844)
- Carmen (1845)
- Il Viccolo di Madama Lucrezia (1846)
- Marino Vreto, contes de la Grèce moderne (1865)
- La Chambre bleue (1866)
- Lokis (1869)
- Djoûmane (1870)

Pièces de théâtre
- Le Théâtre de Clara Gazul (1825)
  - Les Espagnols au Danemark
  - Une femme est un diable ou La tentation de Saint Antoine
  - L'Amour africain
  - Inès Mendo, ou Le Préjugé vaincu
  - Inès Mendo, ou Le Triomphe du préjugé
  - Le Ciel et l'Enfer
- La Jacquerie, scènes féodales (1828)
- La Famille de Carvajal (1828)
- Le Carrosse du Saint-Sacrement, saynète (1829), parfois attribuée au Théâtre de Clara Gazul
- L'Occasion, comédie (1829), parfois attribuée au Théâtre de Clara Gazul
- Les Mécontents, proverbe (1833)
- Don Quichotte ou Les Deux Héritages (1850)
- Débuts d’un aventurier (1853)

Récits de voyages
- Les Grands Maîtres au Musée de Madrid (1830)
- Lettres d’Espagne (1832),Contient Les Combats de taureaux, Une exécution, Les Voleurs, Les Sorcières espagnoles
- Notes de voyages (1835 — 1840)
- Notes d'un voyage dans le midi de la France (1835)
- Notes d'un voyage dans l'Ouest de la France (1836)
- Notes d'un voyage en Auvergne (1838)
- Notes d'un voyage en Corse (1841)

Essais et études historiques
- Essai sur la guerre sociale (1841)
- Études sur l’histoire romaine (1845)
- Histoire de Don Pèdre Ier, roi de Castille (1847)
- Henry Beyle (Stendhal) (1850)
- La Littérature en Russie, Nicolas Gogol (1851)
- Épisode de l'Histoire de Russie, Les Faux Démétrius (1852)
- Des monuments de France (1853)
- Les Mormons (1853)
- La Révolte de Stanka Razine (1861)
- Les Cosaques de l'Ukraine et leurs derniers attamans (1865)
- Ivan Tourguénef (sic) (1868)
- Portraits historiques et littéraires (1874)

Correspondance
- Lettres à Panizzi (recueil, 1856)
- Une correspondance inédite (octobre 1854-février 1863), avertissement de Fernand Brunetière (3e édition, Calmann-Lévy 1897 - publiée pour la première fois dans La Revue des Deux Mondes)
- Lettres à une Inconnue (recueil de 1873, 2 vol. in-8o) (posthume)
- Lettres à Madame de Montijo (2 volumes), préface de Charles Dantzig, introduction de Claude Schopp, coll. « Le Temps retrouvé » (no 67 et 68), Mercure de France, 1995.

Traductions
- La Dame de pique de Pouchkine (1849)
- Le Coup de pistolet de Pouchkine (1856)
- Apparitions de Tourgueniev (1866)
- Le Juif de Tourgueniev (1869)
- Pétouchkof de Tourgueniev (1869)
- Le Chien de Tourgueniev (1869)
- Étrange histoire de Tourgueniev (1870)

### Iconographie
- 1852 - Portrait de Prosper Mérimée, par Simon Jacques Rochard, professeur de dessin de Mérimée.

### Notices et ressources
- Ressources relatives aux beaux-arts :   - AGORHA
  - Artists of the World Online
  - Bénézit
  - British Museum
  - MutualArt
  - National Gallery of Art
  - RKDartists
  - Royal Academy of Arts
  - Union List of Artist Names
- Ressources relatives à la musique :   - International Music Score Library Project
  - Bait La Zemer Ha-Ivri
  - Carnegie Hall
  - Discogs
  - Grove Music Online
  - MusicBrainz
  - Répertoire international des sources musicales
- Ressources relatives à l'audiovisuel :   - AllMovie
  - Allociné
  - Filmportal
  - Filmweb.pl
  - IMDb
  - Unifrance
- Ressources relatives à la recherche :   - Académie des inscriptions et belles-lettres
  - Dictionnaire critique des historiens de l'art
  - La France savante
  - Persée
- Ressources relatives au spectacle :   - Archives suisses des arts de la scène
  - Les Archives du spectacle
  - Internet Broadway Database
  - Kunstenpunt
- Ressources relatives à la littérature :   - Académie française (membres)
  - Internet Speculative Fiction Database
  - NooSFere
- Ressources relatives à la vie publique :   - base Léonore
  - Sénat
- Ressource relative à la santé :   - Bibliothèque interuniversitaire de santé
- Ressource relative à plusieurs domaines :   - Radio France
- Ressource relative à la bande dessinée :   - BD Gest'
- Ressource relative à l'architecture :   - Base AUTOR
- Notices dans des dictionnaires ou encyclopédies généralistes :   - Britannica
  - Brockhaus
  - Den Store Danske Encyklopædi
  - Deutsche Biographie
  - Enciclopedia italiana
  - Enciclopedia De Agostini
  - Enciclopédia Itaú Cultural
  - Gran Enciclopèdia Catalana
  - Hrvatska Enciklopedija
  - Internetowa encyklopedia PWN
  - Nationalencyklopedin
  - Proleksis enciklopedija
  - Store norske leksikon
  - Treccani
  - Universalis
  - Visuotinė lietuvių enciklopedija
- Notices d'autorité :   - VIAF
  - ISNI
  - BnF (données)
  - IdRef
  - LCCN
  - GND
  - Italie
  - Japon
  - CiNii
  - Espagne
  - Belgique
  - Pays-Bas
  - Pologne
  - Israël
  - NUKAT
  - Catalogne
  - Suède
  - Vatican